# Typ 63 (Panzer)
Der Type 63 ist ein in der Volksrepublik China hergestellter Kampfpanzer.

## Geschichte
Bevor die Volksrepublik China und die Sowjetunion politische Differenzen miteinander bekamen, gab es einen regen Austausch sowohl an Rohstoffen als auch an Kriegsmaterial. Die Chinesen kopierten das Design mehrerer Fahrzeuge. Der chinesische Type 63 ist eine Mischung aus zwei sowjetischen Panzern, dem leichten amphibischen Panzer PT-76 und dem mittleren Standardpanzer T-55. Gemäß der chinesisch-sowjetischen Doktrin ist das Fahrzeug extrem leicht, wendig und vor allem schwimmfähig.
Eingeführt wurde der Type 63 vor allem in Ländern der dritten Welt. Dazu gehören der Sudan, Pakistan, Nordkorea und Vietnam. In den 1990er-Jahren erfolgte die Entwicklung eines Nachfolgemodells, der die Bezeichnung Typ 63A erhielt und eine deutlich verbesserte Version hinsichtlich Panzerung und Bewaffnung darstellt.

## Technik
Laufwerk, Rollenkonstruktion, Chassis und Panzerung sind vom PT-76 übernommen worden. Kettenschürzen sind bei diesem Fahrzeug nicht vorgesehen. Der Panzer verfügt über eine 85-mm-Kanone. Koaxial ist ein 7,62-mm-MG angebracht. Zur Luftabwehr dient ein turmmontiertes 12,7-mm-MG. Die Schwimmfähigkeit wird gewährleistet, indem ein frontales Schwallbrett aufgestellt wird. Der Antrieb bei der Wasserfahrt erfolgt über ein Wasserstrahltriebwerk, womit das Fahrzeug 12,5 km/h erreicht.